# 日本国とインドとの間の安全保障協力に関する共同宣言
日本国とインドとの間の安全保障協力に関する共同宣言（にほんこくとインドとのあいだのあんぜんほしょうきょうりょくにかんするきょうどうせんげん、英：Joint Declaration on Security Cooperation between Japan and India）は、安全保障協力を促進するための軍事同盟。2008年10月22日に総理大臣官邸で麻生太郎首相とインドのマンモハン・シン首相により署名された。略称は日印安保宣言など。

## 内容
協力の分野は、以下の9項目である。
1. アジア太平洋地域情勢、長期的戦略及び国際的課題に関する情報交換及び政策調整
2. アジアにおける多国間枠組、特に東アジア首脳会議、ASEAN地域フォーラム及びアジア海賊対策地域協力協定における二国間協力
3. 2006年5月に防衛首脳間で署名された共同発表の枠組みにおける防衛対話・協力
4. 海上保安当局間の協力
5. 輸送の安全
6. テロ及び国境を越える犯罪との闘い
7. 平和維持及び平和構築に関する経験の共有
8. 災害対策
9. 軍縮・不拡散